# Comes tractus Argentoratensis
El comes tractus Argentoratensis o, simplemente, comes Argentoratensis, fue un cargo militar usado en el Imperio romano de Occidente entre los siglos IV y V. Designaba a la persona que comandaba un grupo del ejército de campo (comitatenses) en el área de la actual Alsacia. Se cree que tenía su cuartel general en la ciudad de Argentoratum (la moderna Estrasburgo).

## Historia y funciones
El nombre del cargo solo aparece citado expresamente en la Notitia dignitatum, donde no se le asignan tropas ni equipo administrativo. Debido a esto no se sabe con exactitud cuando se creó ni el tiempo que estuvo activo ni, tampoco, se conoce el nombre de ningún titular del mismo ni la cantidad de tropas bajo su mando.
Por la distribución del ejército que muestra este documento para la frontera del Rin, el comes Argentoratensis debía ser el responsable de la defensa de un tramo de la actual Alsacia que, de norte a sur, cubriría el área entre Saletio (Seltz) —el destacamento más sureño del dux Mogontiacensis— y el límite de la provincia Maxima Sequanorum donde se iniciaba el área al cargo del dux provinciae Sequanici. Por su extensión geográfica, se estima que incluiría un máximo de cuatro guarniciones. Cuando Jerónimo de Estridón comentó la invasión del Rin indicó que la ciudad de Argentoratum fue destruida por los invasores. Esto hace plausible pensar que el comes Argentoratensis y sus tropas cayeron defendiéndola o se desbandaron.
A.H.M. Jones era de la opinión que el cargo se creó tras la muerte de Estilicón cuando el gobierno de Honorio perdió el control de la mayor parte de la Galia a manos de Constantino de Britania. Vendría a sustituir al magister equitum per Gallias —cuyo cargo quedó vacante desde 408— en el mando de las pocas tropas de esa región que permanecieron leales a Honorio y desaparecería cuando se volvió a nombrar a un nuevo magister equitum en 425.